# Az égig érő fa
Az égig érő fa 1962-ben bemutatott magyar rajzfilm. Az animációs játékfilm Rendezője és írója Csermák Tibor, zenéjét Szokolay Sándor szerezte. A mozifilm a Pannónia Filmstúdió gyártásában készült.

## Rövid történet
Jánoska, az egyszerű kanászgyerek kimenti az égigérő fa tetején raboskodó királykisasszonyt, ezzel elnyerve annak kezét és természetesen a vele ígért fele királyságot is.

## Alkotók
- Írta, tervezte és rendezte: Csermák Tibor
- Zenéjét szerezte: Szokolay Sándor
- Operatőr: Harsági István, Henrik Irén
- Hangmérnök: Bélai István
- Vágó: Czipauer János
- Színes technika: Dobrányi Géza, Kun Irén
- Gyártásvezető: Bártfai Miklós

Készítette a Pannónia Filmstúdió